# Дзержинка
Дзержи́нка  — народна назва однієї з частин Металургійного та Саксаганського районів Кривого Рогу, де проживали працівники рудоуправління ім. Дзержинського.
Складається із житлових будинків, побудованих у 1950—1960-х рр., має розвинену інфраструктуру.
На північному сході межує із Ремпобуттехнікою, на південному сході — з територією міської лікарні № 1, на півдні — з приватним житловим сектором Перемога, на заході — із Шахтопроходкою, на півночі — із промисловою зоною шахти «Гігант-Глибока».

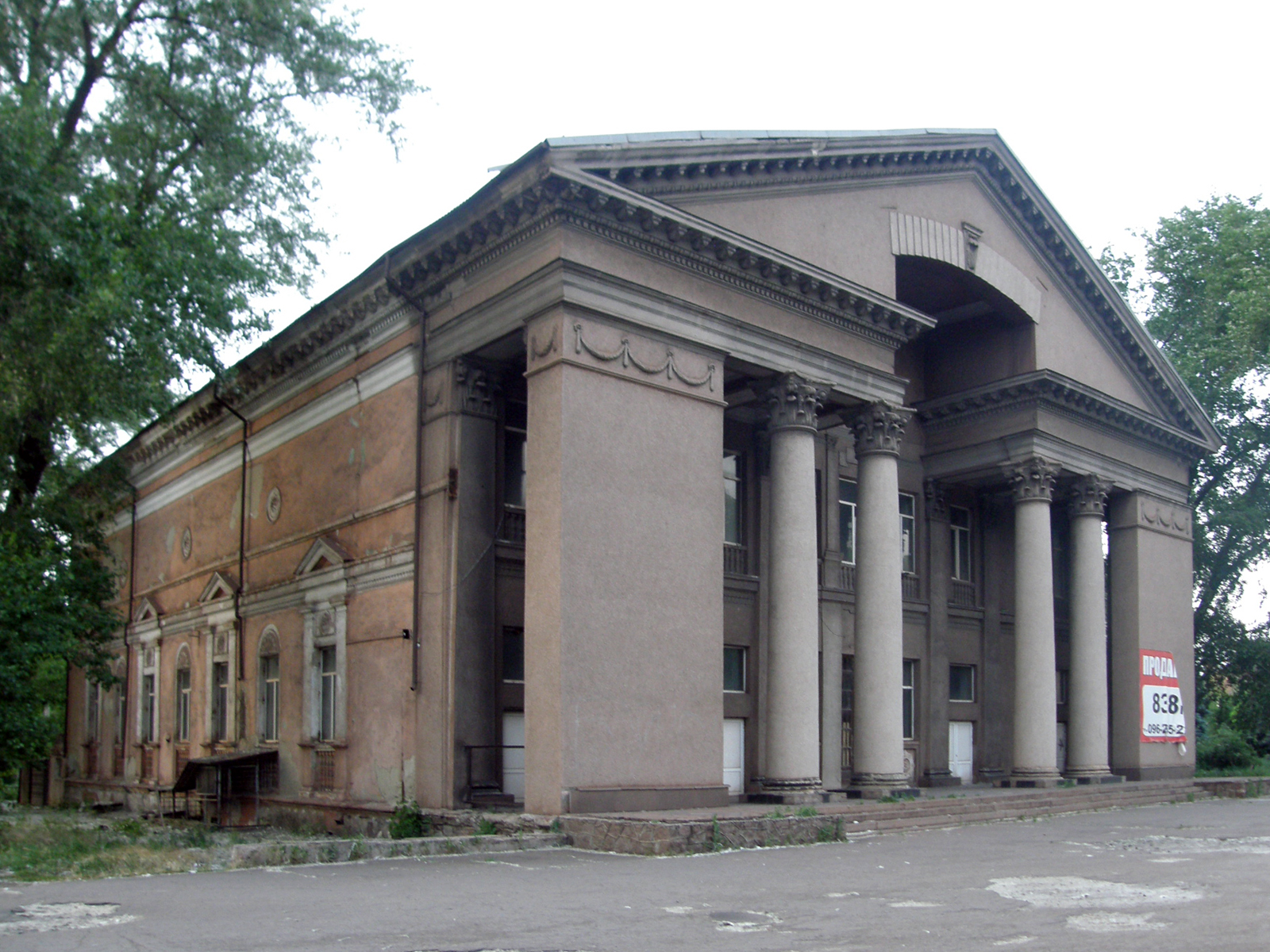
колишній кінотеатр «Родіна» за типовим проєктом архітектора С. І. Якшина
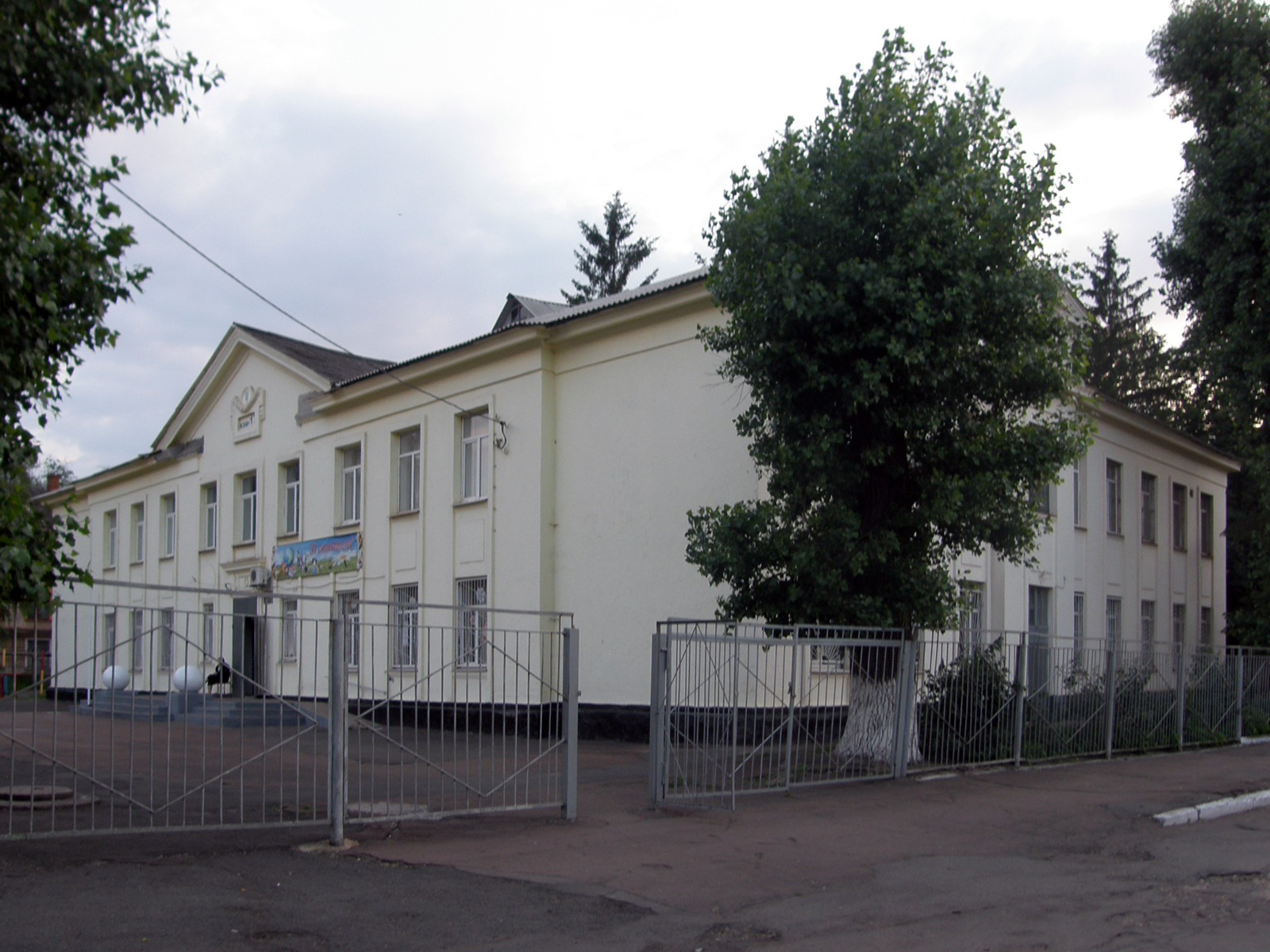
школа № 17 за типовим проєктом № 256